# Gilles Ouimet
Pour les articles homonymes, voir Ouimet.
Gilles Ouimet, né le 12 juin 1962 à Montréal,  est un avocat et homme politique québécois. Il est bâtonnier du Québec de 2010 à 2011 et le député libéral de Fabre à l'Assemblée nationale du Québec de 2012 à 2015.

## Biographie
Gilles Ouimet naît le 12 juin 1962 à Montréal, fils de Robert Ouimet, technicien, et de Rita Sarrazin.
Il complète un baccalauréat en droit à l'Université de Montréal en 1986. Il est admis au Barreau du Québec depuis 1987.

### Carrière professionnelle
En 1988, Gilles Ouimet commence sa carrière d'avocat chez Shadley, Melançon et Boro, à Montréal où il restera jusqu'en 1993. Entretemps, il enseigne le droit criminel à titre de chargé de cours à l'Université de Montréal de 1991 à 1994 et en 1998 et à l'Université McGill en 1997 et 1998.
Gilles Ouimet est bâtonnier de Montréal de 2007 à 2008 et bâtonnier du Québec de 2010 à 2011.

### Carrière politique
Le 3 août 2012, Jean Charest, chef de Parti libéral du Québec, annonce la candidature de Gilles Ouimet dans la circonscription de Fabre à Laval. Ce dernier remporte l'élection et devient député à l'Assemblée nationale du Québec. 
Il est le porte-parole de l'opposition officielle en matière de justice entre 2012 et 2014. Le 24 août 2015, il quitte moins de 17 mois après sa réélection lors des élections d'avril 2014.